# Sincerità

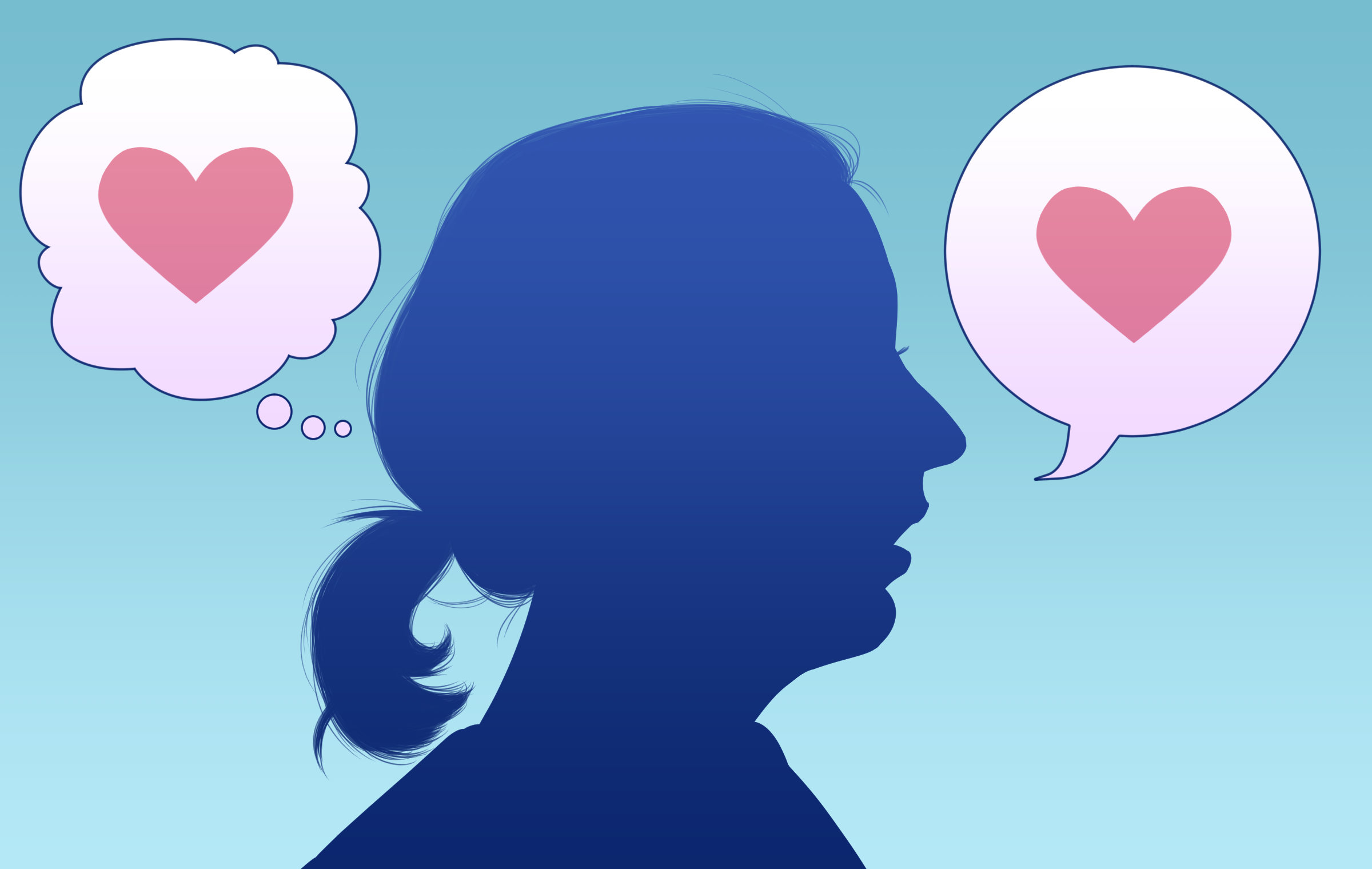
Un disegno della silhouette di una donna che dice quello che pensa

La sincerità, sinonimo di schiettezza, franchezza, candore o veridicità, è la virtù di chi comunica e agisce in accordo con i propri sentimenti, credenze, pensieri o desideri senza secondi fini nascosti o intenzioni nascoste. È considerata un valore morale, una caratteristica dell'integrità personale e un tratto caratteriale. I suoi opposti sono la mistificazione e l'ipocrisia.

## Etimologia
L'Oxford English Dictionary e la maggior parte degli studiosi affermano che sincerità e l'aggettivo "sincero" derivino da sincerus, parola latina che indica qualcosa di "non mescolato, fatto di un solo elemento, di una sola sostanza", e pertanto "schietto e puro". Secondo l'American Heritage Dictionary, la parola latina sincerus deriva dalla radice indoeuropea *sm̥kēros, a sua volta proveniente dal zero-grado di *sem (uno) e dal suffisso e grado e allungato *ker (crescere), che generano un lemma il cui significato può essere ricondotto ai concetti "una crescita", "puro" e "pulito".
L'etimologia popolare vuole che la parola "sincerità" sia composta dalle parole sine e cera, termini latini che significano "senza" e "cera". Infatti, secondo una credenza popolare, gli scultori dell'età classica coprivano i difetti delle loro opere utilizzando della cera. Pertanto, una scultura senza cera risultava autentica e realizzata onestamente.
Stando a un'altra interpretazione, smentita però dall'Oxford English Dictionary, dopo averli sconfitti in battaglia, i Romani imposero dei tributi a Greci. Questi ultimi diedero a loro delle statue di cera fatte passare per sculture in marmo. A causa del clima caldo della Grecia, queste si sciolsero.

## Nell'arte e nella letteratura
La sincerità divenne oggetto di trattazione e fonte d'ispirazione per l'arte del periodo romantico e venne esemplificata negli scritti di Thomas Carlyle e John Henry Newman.

## Nella filosofia
Stando a quanto riporta Aristotele nella sua Etica Nicomachea, l'uomo sincero o veridico è «autentico com’è, sincero sia nella vita, sia nelle parole».

## Nella religione

### Cristianesimo
Nel cristianesimo il concetto di sincerità corrisponde a quello di verità. I cristiani ritengono che la sincerità del cuore si riflette nell'attitudine con cui si compiono le opere.

### Islam
Nel contesto islamico, la sincerità si contrappone all'ipocrisia, ed essere sinceri significa liberarsi dai motivi mondani. Nel Corano tutti gli atti di culto e la vita umana devono essere motivati dal compiacimento di Dio; i profeti di Dio incitano l'uomo a servirlo nel nome della sincerità in tutti gli aspetti della vita. Secondo la dottrina islamica, esistono due tipi di sincerità: quella della fede e quella dell'azione. Sincerità nella fede significa monoteismo; in altre parole non associare i propri partner a Dio, mentre la sincerità nell'azione è quella che si compie soltanto nei confronti di Dio.